# D-乳酸デヒドロゲナーゼ (シトクロム)
D-乳酸デヒドロゲナーゼ (シトクロム)（D-lactate dehydrogenase (cytochrome)）は、次の化学反応を触媒する酸化還元酵素である。
(R)-乳酸 + 2 フェリシトクロムc {\displaystyle \rightleftharpoons } ピルビン酸 + 2 フェロシトクロムc
反応式の通り、この酵素の基質は(R)-乳酸とフェリシトクロムc、生成物はピルビン酸とフェロシトクロムcである。補酵素としてFADを用いるフラボタンパク質。
組織名は(R)-lactate:ferricytochrome-c 2-oxidoreductaseで、別名にlactic acid dehydrogenase, D-lactate (cytochrome) dehydrogenase, cytochrome-dependent D-(-)-lactate dehydrogenase, D-lactate-cytochrome c reductase, D-(-)-lactic cytochrome c reductaseがある。

## 機能
解糖系などから生じるメチルグリオキサールを分解して得られるD-乳酸をピルビン酸へと変換する。この時還元されたシトクロムcは、呼吸鎖の複合体IVによって再酸化される。

## 分布
真核生物では動物、真菌、植物など幅広く存在しており、原核生物でも例が多い。植物と真菌ではミトコンドリア膜間腔に存在し、原核生物ではペリプラズムに存在している。ただし動物ではミトコンドリア内膜のマトリックス側に結合しキノンを電子受容体とする（つまり酵素学的にはD-乳酸デヒドロゲナーゼ (キノン)である）ことが知られている。